# Дитюк Володимир Романович
Дитю́к Володи́мир Рома́нович (19 вересня 1985 — 16 липня 2023) — молодший сержант Збройних Сил України, учасник російсько-української війни, який загинув під час російського вторгнення в Україну.

## Життєпис
Володимир Дитюк народився 19 вересня 1985 року в с. Крехів, Львівської області.
Навчався у Крехівському закладі загальної середньої освіти І-ІІ ступеня Жовківської міської ради. Після завершення навчання проходив строкову службу у військовій частині А0474 Збройних Сил України.
Працював у будівельній сфері. У вільний від роботи час займався рибальством та полюбляв походи на природу.
Впродовж 2014-2015 років захищав Батьківщину у зоні проведення антитерористичної операції у лавах 128-ї окремої гірсько-штурмової Закарпатської бригади оперативного командування "Захід" Сухопутних військ ЗСУ. 
Із початком повномасштабного вторгнення Російської Федерації до України добровольцем вступив до лав Збройних сил України. Боровся проти держави-терориста у складі 125-ї окремої бригади територіальної оборони ЗСУ, служив командиром стрілецького відділення.
Вірний військовій присязі, загинув 16 липня 2023 року при виконанні службового обов’язку по захисту Батьківщини. Військовий загинув, виконуючи бойові завдання, поблизу с. Діброва на Луганщині.
У Володимира Дитюка залишилися дружина, донька, мати, дві сестри, двоє братів.
Поховали захисника на Полі почесних поховань Личаківського кладовища у Львові.

## Нагороди
За захист суверенітету та територіальної цілісності України нагороджений відзнакою Президента України "За участь в антитерористичній операції".
В лютому 2024 року відповідно до указу Президента України №135/2023  Володимиру Дитюку за особисту мужність і самовідданість, виявлені у захисті державного суверенітету та територіальної цілісності України, вірність військовій присязі було посмертно відзначено державною нагородою: орденом «За мужність» III ступеня.
В травні 2024 відповідно до указу Міністра оборони України №786 від 21 травня 2024 року відзначено медаллю "Захиснику України".